# أندريا كلاسن
أندريا كلاسن Andrea Claßen (ولدت في 26 سبتمبر 1955 في كريفيلد) هي قانونية وكاتبة ألمانية.
درست القانون في جامعة بون. وتعمل حاليا قاضية رئيسة في المحكمة المالية في دوسلدورف. وإلى جانب كتاب قانوني متخصص ألفته في العشرينيات من عمرها، فقد كتبت أيضا روايتين ذات موضوع تربوي.